# Macierz, Tỉnh West Pomeranian
Macierz [ˈmat͡ɕeʂ] là một ngôi làng thuộc khu hành chính của Gmina Moryń, thuộc hạt Gryfino, West Pomeranian Voivodeship, ở phía tây bắc Ba Lan. Nó nằm khoảng 5 kilômét (3 mi)   phía đông nam Moryń, 48 km (30 mi) phía nam Gryfino và 67 km (42 mi) phía nam thủ đô khu vực Szczecin.
Trước năm 1945, khu vực này là một phần của Đức. Đối với lịch sử của khu vực, xem Lịch sử của Pomerania.
Làng có dân số 40 người.